# Critérium International 1986
Il Critérium International 1986, cinquantacinquesima edizione della corsa, si svolse dal 22 al 23 marzo su un percorso di 292 km ripartiti in 3 tappe, con partenza e arrivo ad Antibes. Fu vinto dallo svizzero Urs Zimmermann della Carrera-Inoxpran davanti all'irlandese Sean Kelly e allo statunitense Greg LeMond.

## Tappe
| Tappa  | Data     | Percorso                              | km  | Vincitore di tappa | Leader cl. generale |
| ------ | -------- | ------------------------------------- | --- | ------------------ | ------------------- |
| 1ª     | 22 marzo | Antibes > Juan-les-Pins               | 198 | Sean Kelly         | Sean Kelly          |
| 2ª     | 23 marzo | Juan-les-Pins > Caussols              | 84  | Urs Zimmermann     | Urs Zimmermann      |
| 3ª     | 23 marzo | Antibes > Antibes (cron. individuale) | 10  | Sean Kelly         | Urs Zimmermann      |
| Totale | Totale   | Totale                                | 292 |                    |                     |

## Dettagli delle tappe

### 1ª tappa
- 22 marzo: Antibes > Juan-les-Pins – 198 km

| Pos. | Corridore        | Squadra       | Tempo    |
| ---- | ---------------- | ------------- | -------- |
| 1    | Sean Kelly       | KAS-Canal 10  | 4h34'19" |
| 2    | Francis Castaing | R.M.O.        | s.t.     |
| 3    | Steve Bauer      | La Vie Claire | s.t.     |

| Pos. | Corridore  | Squadra      | Tempo    |
| ---- | ---------- | ------------ | -------- |
| 1    | Sean Kelly | KAS-Canal 10 | 4h34'19" |

### 2ª tappa
- 23 marzo: Juan-les-Pins > Caussols – 84 km

| Pos. | Corridore      | Squadra       | Tempo    |
| ---- | -------------- | ------------- | -------- |
| 1    | Urs Zimmermann | Carrera       | 2h27'09" |
| 2    | Niki Rüttimann | La Vie Claire | a 1'06"  |
| 3    | Sean Kelly     | KAS-Canal 10  | a 1'11"  |

| Pos. | Corridore      | Squadra | Tempo |
| ---- | -------------- | ------- | ----- |
| 1    | Urs Zimmermann | Carrera |       |

### 3ª tappa
- 23 marzo: Antibes > Antibes (cron. individuale) – 10 km

| Pos. | Corridore               | Squadra       | Tempo  |
| ---- | ----------------------- | ------------- | ------ |
| 1    | Sean Kelly              | KAS-Canal 10  | 11'39" |
| 2    | Gilbert Duclos-Lassalle | Peugeot       | a 13"  |
| 3    | Charly Berard           | La Vie Claire | a 14"  |

| Pos. | Corridore      | Squadra       | Tempo    |
| ---- | -------------- | ------------- | -------- |
| 1    | Urs Zimmermann | Carrera       | 7h13'38" |
| 2    | Sean Kelly     | KAS-Canal 10  | a 35"    |
| 3    | Greg LeMond    | La Vie Claire | a 57"    |

## Classifiche finali

### Classifica generale
| Pos. | Corridore             | Squadra          | Tempo    |
| ---- | --------------------- | ---------------- | -------- |
| 1    | Urs Zimmermann        | Carrera-Inoxpran | 7h13'38" |
| 2    | Sean Kelly            | KAS-Canal 10     | a 35"    |
| 3    | Greg LeMond           | La Vie Claire    | a 57"    |
| 4    | Charly Mottet         | Système U        | a 1'04"  |
| 5    | Jean-François Bernard | La Vie Claire    | a 1'05"  |
| 6    | Pascal Simon          | Peugeot-Shell    | a 1'06"  |
| 7    | Niki Rüttimann        | La Vie Claire    | a 1'17"  |
| 8    | Eddy Schepers         | Carrera-Inoxpran | a 1'20"  |
| 9    | Anselmo Fuerte        | Zor-BH           | a 1'23"  |
| 10   | Régis Simon           | R.M.O.           | s.t.     |